# 721 Tabora
721 Tabora este o planetă minoră (asteroid), cu un diametru de 86,309 km, din centura de asteroizi. A fost descoperită pe 18 octombrie 1911 la Observatorul Königstuhl de Franz Kaiser⁠(d). 
Obiectul prezintă o orbită caracterizată de o semiaxă mare de 3,5488729631219 UAi, o excentricitate de 0,11812728271176, o înclinație de 8,344 ° în raport cu ecliptica.